# تپه باباپشته
تپه باباپشته مربوط به دوران‌های تاریخی پس از اسلام است و در شهرستان نمین، بخش عنبران، روستای میناباد واقع شده و این اثر در تاریخ ۲۴ تیر ۱۳۸۲ با شمارهٔ ثبت ۹۱۶۳ به‌عنوان یکی از آثار ملی ایران به ثبت رسیده است.